# Orator F. Cook
Pour les articles homonymes, voir Cook.
Orator Fuller Cook Jr. (28 mai 1867 - 23 avril 1949) est un botaniste, entomologiste et agronome américain, connu pour ses travaux sur la culture du coton, du caoutchouc et pour avoir inventé le terme «spéciation » pour décrire le processus par lequel de nouvelles les espèces proviennent d'espèces existantes. Il a publié près de 400 articles sur des sujets tels que la génétique, l'évolution, la sociologie, la géographie et l'anthropologie.

## Jeunesse et éducation
Cook est né à Clyde, dans l'état de New York en 1867, fils d'Orator Fuller et d'Eliza (née Hookway) Cook. Son père est un tailleur de pierre d'Angleterre qui a immigré en 1855. Orator Jr. grandit à Clyde, enseigne la biologie pendant deux ans avant d'entrer à l'université et il obtient un BA de l'Université de Syracuse en 1890. Il y travaille ensuite comme professeur de biologie l'année suivante.

## Carrière
En 1891, Cook devient un agent spécial de la New York State colonization Society. Il travaille au Liberia, et en 1896, il est élu président du Liberia College. Il occupe ce poste jusqu'en 1898. Cette année-là, il rejoint le Département de l'agriculture des États-Unis en tant que spécialiste des plantes, et finalement devient botaniste principal. Il voyage à travers le monde pour enquêter sur les espèces cultivées pour le gouvernement des États-Unis. Il se spécialise dans les plantes de coton et de caoutchouc et la classification des palmiers, en particulier les palmiers de l'ile d'Hispaniola (Haïti & Saint Domingue). Il publie près de quatre cents livres et articles au cours de sa carrière et reçoit un doctorat honorifique en sciences de l'Université de Syracuse en 1930. Cook est conservateur adjoint honoraire des collections cryptogamiques à l'Herbier national des États-Unis de 1898 à 1948.
Cook étudie également les myriapodes (mille-pattes Diplopoda, mille-pattes Chilopoda et apparentés), décrivant plus de 100 espèces et produisant plus de 50 publications . En 1922, Cook et son collègue Harold Loomis décrivent une espèce de mille-pattes avec plus de pattes que tout autre organisme sur Terre : Illacme plenipes qui possède jusqu'à 750 pattes,.
Cook est membre de l'American Association for the Advancement of Science, de l'American Genetic Association, de la Botanical Society of America, de l'Association of American Geographers, de la Washington Academy of Sciences, ainsi que du Cosmos Club, un club social privé de Washington DC.

## Famille
En 1892, Cook épouse la botaniste Alice Carter, avec qui il a deux fils et deux filles. Un de ses fils Robert Carter Cook est généticien.